# STS Sanok

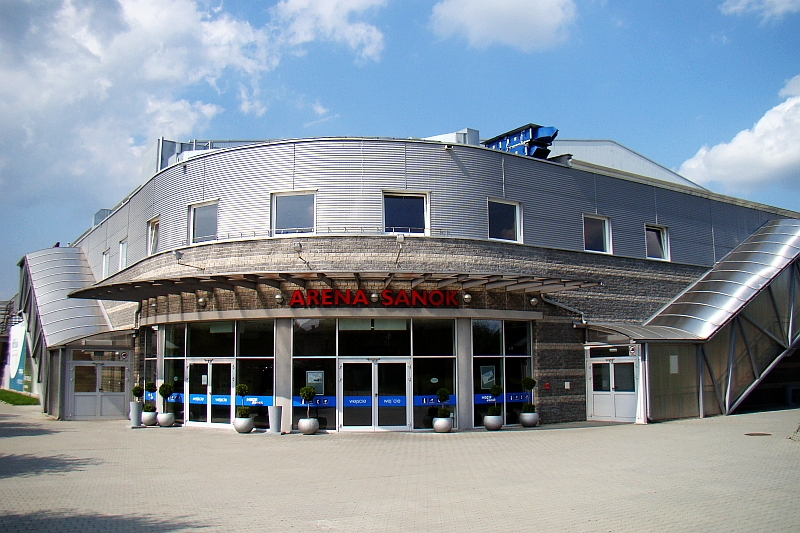
Patinoire de Sanok en 2009.

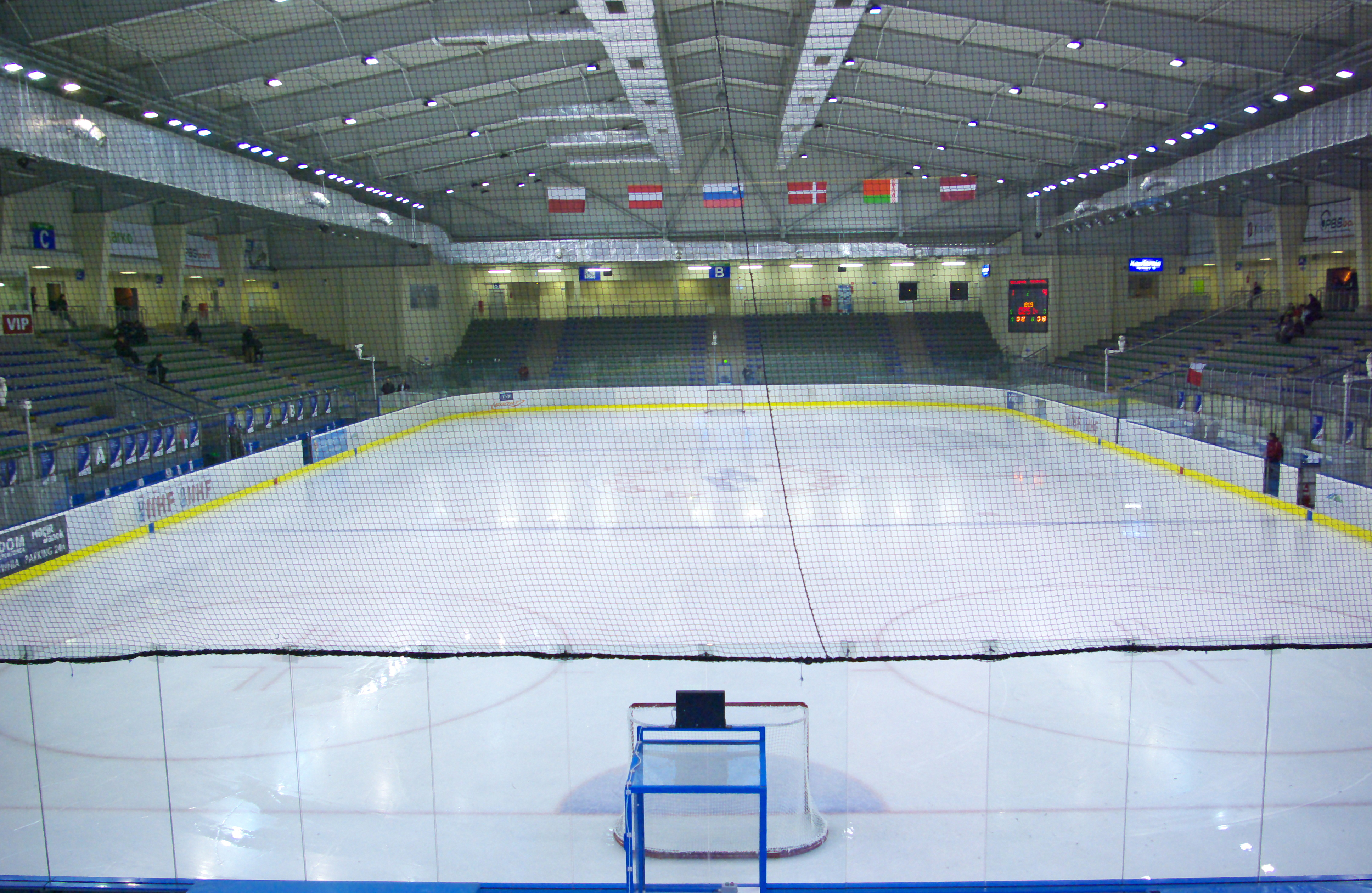
Patinoire de Sanok en 2013.

Le STS Sanok est un club de hockey sur glace de Sanok dans la voïvodie des Basses-Carpates en Pologne. Il évolue dans le Championnat de Pologne de hockey sur glace.

## Historique
Le club est créé en 1958. L'équipe a changé plusieurs fois de nom au cours de son histoire :
- 1958–1960 : RKS Sanoczanka Sanok
- 1960–1991 : ZKS Stal Sanok
- 1991–1999 : STS Sanok
  - 1994–1999 : STS „Autosan” Sanok
- 1999–2001 : SKH Sanok
- 2001–2011 : KH Sanok
  - 2008–2011 : „Ciarko” KH Sanok
- 2011–2015 : „Ciarko PBS Bank” KH Sanok
- 2015–2017 : STS Sanok
  - 2015–2016 : „Ciarko PBS Bank” STS Sanok
- 2017–2020 : „Ciarko” KH 58 Sanok
- 2020– : STS Sanok

## Palmarès
- Championnat de Pologne : 2012[3], 2014[4]
- Coupe de Pologne : 2021, 2012

## Galerie

KH Sanok entre 2002 et 2015
STS Sanok de 2015 à 2020
STS Sanok de 2020 à 2025
STS Sanok depuis 2025